# Sakurazaka46
Sakurazaka46 (japanisch 櫻坂46, sprich Sakurazaka Forty-six; ehemals Keyakizaka46 欅坂46, Keyakizaka Forty-six) ist eine 2015 von Yasushi Akimoto gecastete japanische Mädchengruppe und die erste Schwestergruppe von Nogizaka46. Sie wurde am 21. August 2015 gegründet.
Im September 2020 wurde bekannt gegeben, dass die Gruppe in Sakurazaka46 umbenannt werde. Keyakizaka46 gaben ihr letztes Konzert am 13. Oktober 2020 und führen den neuen Namen offiziell seit dem 14. Oktober.

## Mitglieder
(Stand: 4. Juli 2016)
- Nijika Ishimori (石森虹花) (* 7. Mai 1997 in der Präfektur Miyagi)
- Yui Imaizumi (今泉佑唯) (* 30. September 1998 in der Präfektur Kanagawa)
- Rina Uemura (上村莉菜) (* 4. Januar 1997 in der Präfektur Chiba)
- Rika Ozeki (尾関梨香) (* 7. Oktober 1997 in der Präfektur Kanagawa)
- Nana Oda (織田奈那) (* 4. Juni 1998 in der Präfektur Shizuoka)
- Minami Koike (小池美波) (* 14. November 1998 in der Präfektur Hyōgo)
- Yui Kobayashi (小林由依) (* 23. Oktober 1999 in der Präfektur Saitama)
- Fuyuka Saitō (齋藤冬優花) (* 15. Februar 1998 in der Präfektur Tokyo)
- Shiori Satō (佐藤詩織) (* 16. November 1996 in der Präfektur Tokyo)
- Manaka Shida (志田愛佳) (* 23. November 1998 in der Präfektur Niigata)
- Yūka Sugai (菅井友香) (* 29. November 1995 in der Präfektur Tokyo)
- Miyu Suzumoto (鈴本美愉) (* 5. Dezember 1997 in der Präfektur Aichi)
- Nanako Nagasawa (長沢菜々香) (* 23. April 1997 in der Präfektur Yamagata)
- Mizuho Habu (土生瑞穂) (* 7. Juli 1997 in der Präfektur Tokyo)
- Aoi Harada (原田葵) (* 7. Mai 2000 in der Präfektur Tokyo)
- Yurina Hirate (平手友梨奈) (* 25. Juni 2001 in der Präfektur Aichi)
- Akane Moriya (守屋茜) (* 12. November 1997 in der Präfektur Miyagi)
- Nanami Yonetani (米谷奈々未) (* 24. Februar 2000 in der Präfektur Osaka)
- Rika Watanabe (渡辺梨加) (* 16. Mai 1995 in der Präfektur Ibaraki)
- Risa Watanabe (渡邉理佐) (* 27. Juli 1998 in der Präfektur Ibaraki)

### Hiragana Keyakizaka46
- Mao Iguchi (井口眞緒) (* 10. November 1995 in der Präfektur Niigata)
- Sarina Ushio (潮紗理菜) (* 26. Dezember 1997 in der Präfektur Kanagawa)
- Memi Kakizaki (柿崎芽実) (* 2. Dezember 2001 in der Präfektur Nagano)
- Yūka Kageyama (影山優佳) (* 8. Mai 2001 in der Präfektur Tokyo)
- Shiho Katō (加藤史帆) (* 2. Februar 1998 in der Präfektur Tokyo)
- Kyōko Saitō (齊藤京子) (* 5. September 1997 in der Präfektur Tokyo)
- Kumi Sasaki (佐々木久美) (* 22. Januar 1996 in der Präfektur Chiba)
- Mirei Sasaki (佐々木美玲) (* 17. Dezember 1999 in der Präfektur Hyōgo)
- Mana Takase (高瀬愛奈) (* 20. September 1998 in der Präfektur Ōsaka)
- Ayaka Takamoto (高本彩花) (* 2. November 1998 in der Präfektur Kanagawa)
- Neru Nagahama (長濱ねる) (* 4. September 1998 in der Präfektur Nagasaki)
- Mei Higashimura (東村芽依) (* 23. August 1998 in der Präfektur Nara)

## Ehemalige Mitglieder
(Stand: 4. Juli 2016)
- Mayu Harada (原田まゆ) (* 2. Mai 1998 in der Präfektur Tokyo), verließ die Gruppe am 11. November 2015.[4]

## Diskografie

### Studioalben
| Jahr             | Titel | Höchstplatzierung, Gesamtwochen, AuszeichnungChartsChartplatzierungen (Jahr, Titel, Platzierungen, Wochen, Auszeichnungen, Anmerkungen) | Anmerkungen                                                               |
| Jahr             | Titel | JP | Anmerkungen                                                               |
| ---------------- | --- | --- | ------------------------------------------------------------------------- |
| als Keyakizaka46 | | |                                                                           |
|                  | | |                                                                           |
| 2017             | Masshiro na Mono wa Yogoshitaku naru (真っ白なものは汚したくなる)                                                         | JP1 Platin · (126 Wo.)JP | Erstveröffentlichung: 19. Juli 2017 Verkäufe JP: + 423.236                |
| 2020             | Eien yori Nagai Isshun: Ano Koro, Tashika ni Sonzaishita Watashitachi (永遠より長い一瞬 ～あの頃、確かに存在した私たち～) | JP1 Gold · (32 Wo.)JP | Erstveröffentlichung: 7. Oktober 2020 Kompilation; Verkäufe JP: + 175.862 |
| als Sakurazaka46 | | |                                                                           |
|                  | | |                                                                           |
| 2022             | As You Know? | JP1 Gold · (16 Wo.)JP | Erstveröffentlichung: 3. August 2022 Verkäufe JP: + 136.932               |
| 2025             | Addiction | JP— GoldJP | Erstveröffentlichung: 30. April 2025 Verkäufe JP: + 100.000               |

### Singles
| Jahr             | Titel Album | Höchstplatzierung, Gesamtwochen, AuszeichnungChartsChartplatzierungen (Jahr, Titel, Album, Platzierungen, Wochen, Auszeichnungen, Anmerkungen) | Anmerkungen                                                                                |
| Jahr             | Titel Album | JP | Anmerkungen                                                                                |
| ---------------- | --- | --- | ------------------------------------------------------------------------------------------ |
| als Keyakizaka46 | | |                                                                                            |
|                  | | |                                                                                            |
| 2016             | Silent Majority (サイレントマジョリティー) Masshiro na Mono wa Yogoshitaku naru                                                   | JP1 ×2Doppelplatin + Doppelplatin (Digital) · (167 Wo.)JP                                                                                      | Erstveröffentlichung: 6. April 2016 · Verkäufe JP: + 1.000.000 · + JP: Platin (Streaming)  |
| 2016             | Sekai ni wa Ai Shika Nai (世界には愛しかない) Masshiro na Mono wa Yogoshitaku naru                                                | JP1 Platin + Gold (Digital) · (124 Wo.)JP | Erstveröffentlichung: 10. August 2016 Verkäufe JP: + 350.000                               |
| 2016             | Futari Saison (二人セゾン) Masshiro na Mono wa Yogoshitaku naru                                                                   | JP1 ×2Doppelplatin + Gold (Digital) · (104 Wo.)JP                                                                                              | Erstveröffentlichung: 30. November 2016 · Verkäufe JP: + 616.298 · + JP: Gold (Streaming)  |
| 2017             | Fukyo Waon (不協和音) Masshiro na Mono wa Yogoshitaku naru                                                                        | JP1 ×3Dreifachplatin + Gold (Digital) · (166 Wo.)JP                                                                                            | Erstveröffentlichung: 5. April 2017 · Verkäufe JP: + 850.000 · + JP: Gold (Streaming)      |
| 2017             | Kaze ni Fukaretemo (風に吹かれても) Eien Yori Nagai Isshun: Ano Koro, Tashika ni Sonzaishita Watashitachi                         | JP1 ×3Dreifachplatin + Gold (Digital) · (135 Wo.)JP                                                                                            | Erstveröffentlichung: 25. Oktober 2017 · Verkäufe JP: + 850.000 · + JP: Silber (Streaming) |
| 2018             | Glass wo Ware! (ガラスを割れ！) Eien Yori Nagai Isshun: Ano Koro, Tashika ni Sonzaishita Watashitachi                             | JP1 Diamant + Gold (Digital) · (110 Wo.)JP | Erstveröffentlichung: 7. März 2018 · Verkäufe JP: + 1.100.000 · + JP: Silber (Streaming)   |
| 2018             | Ambivalent (アンビバレント) Eien Yori Nagai Isshun: Ano Koro, Tashika ni Sonzaishita Watashitachi                                 | JP1 Diamant + Gold (Digital) · (113 Wo.)JP | Erstveröffentlichung: 15. August 2018 · Verkäufe JP: + 1.000.000 · + JP: Gold (Streaming)  |
| 2019             | Kuroi hitsuji (黒い羊) Eien Yori Nagai Isshun: Ano Koro, Tashika ni Sonzaishita Watashitachi                                      | JP1 Diamant + Silber (Streaming) · (99 Wo.)JP                                                                                                  | Erstveröffentlichung: 27. Februar 2019 Verkäufe JP: + 1.000.000                            |
| 2020             | Dare ga Sono Kane o Narasu no ka? (誰がその鐘を鳴らすのか?) Eien Yori Nagai Isshun: Ano Koro, Tashika ni Sonzaishita Watashitachi | — | Erstveröffentlichung: 2020 Verkäufe JP: + 41.246 (digital)                                 |
| als Sakurazaka46 | | |                                                                                            |
|                  | | |                                                                                            |
| 2020             | Nobody’s Fault As You Know? | JP1 ×2Doppelplatin · (70 Wo.)JP | Erstveröffentlichung: 9. Dezember 2020 Verkäufe JP: + 500.000                              |
| 2021             | Ban As You Know? | JP1 ×2Doppelplatin · (73 Wo.)JP | Erstveröffentlichung: 14. April 2021 Verkäufe JP: + 500.000                                |
| 2021             | Nagaredama (流れ弾) As You Know?                                                                                                  | JP1 ×2Doppelplatin · (43 Wo.)JP | Erstveröffentlichung: 13. Oktober 2021 Verkäufe JP: + 500.000                              |
| 2022             | Samidare yo (五月雨よ) As You Know?                                                                                               | JP1 ×2Doppelplatin · (36 Wo.)JP | Erstveröffentlichung: 6. April 2022 Verkäufe JP: + 500.000                                 |
| 2023             | Sakurazuki (桜月) Addiction | JP1 Platin · (48 Wo.)JP | Erstveröffentlichung: 15. Februar 2023 Verkäufe JP: + 388.703                              |
| 2023             | Start Over! Addiction | JP1 ×2Doppelplatin · (58 Wo.)JP | Erstveröffentlichung: 28. Juni 2023 Verkäufe JP: + 500.000                                 |
| 2023             | Shōnin Yokkyū (承認欲求) Addiction                                                                                                | JP1 ×2Doppelplatin · (50 Wo.)JP | Erstveröffentlichung: 18. Oktober 2023 Verkäufe JP: + 500.000                              |
| 2024             | Nansai no Koro ni Modoritai no ka? (何歳の頃に戻りたいのか?) Addiction                                                            | JP1 ×2Doppelplatin · (46 Wo.)JP | Erstveröffentlichung: 21. Februar 2024 Verkäufe JP: + 500.000                              |
| 2024             | Jigōjitoku (自業自得) Addiction                                                                                                   | JP2 ×3Dreifachplatin · (24 Wo.)JP | Erstveröffentlichung: 26. Juni 2024 Verkäufe JP: + 750.000                                 |
| 2024             | I Want Tomorrow to Come (本質的なこと) Addiction                                                                                  | JP1 ×2Doppelplatin · (18 Wo.)JP | Erstveröffentlichung: 23. Oktober 2024 Verkäufe JP: + 500.000                              |
| 2025             | Udagawa Generation Addiction | JP1 ×2Doppelplatin · (1 Wo.)JP | Erstveröffentlichung: 19. Februar 2025 Verkäufe JP: + 500.000                              |
| 2025             | Make or Break – | JP— ×2DoppelplatinJP | Erstveröffentlichung: 25. Juni 2025 Verkäufe JP: + 500.000                                 |

### Videoalben
| Jahr             | Titel                                                             | Höchstplatzierung, Gesamtwochen, AuszeichnungChartsChartplatzierungen (Jahr, Titel, Platzierungen, Wochen, Auszeichnungen, Anmerkungen) | Anmerkungen                              |
| Jahr             | Titel                                                             | JP | Anmerkungen                              |
| ---------------- | ----------------------------------------------------------------- | --- | ---------------------------------------- |
| als Keyakizaka46 |                                                                   | |                                          |
|                  |                                                                   | |                                          |
| 2018             | Keyaki Republic 2017                                              | JP1 Gold · (66 Wo.)JP | Erstveröffentlichung: 26. September 2018 |
| 2019             | Keyaki Republic 2018                                              | JP1 Gold · (40 Wo.)JP | Erstveröffentlichung: 14. August 2019    |
| 2020             | Keyakizaka46 Live at Tokyo Dome: Arena Tour 2019 Final            | JP1 Gold · (60 Wo.)JP | Erstveröffentlichung: 29. Januar 2020    |
| 2020             | Keyaki Republic 2019                                              | JP1 (14 Wo.)JP | Erstveröffentlichung: 12. August 2020    |
| 2021             | Keyakizaka46 The Last Live                                        | JP1 (18 Wo.)JP | Erstveröffentlichung: 24. März 2021      |
| als Sakurazaka46 |                                                                   | |                                          |
|                  |                                                                   | |                                          |
| 2022             | 1st Year Anniversary Live ～with Graduation Ceremony～            | JP3 (8 Wo.)JP | Erstveröffentlichung: 19. Oktober 2022   |
| 2024             | 3rd Year Anniversary Live at Zozo Marine Stadium (完全生産限定盤) | JP1 (11 Wo.)JP | Erstveröffentlichung: 15. Mai 2024       |
| 2024             | 3rd Year Anniversary Live at Zozo Marine Stadium -Day1-           | JP11 (5 Wo.)JP | Erstveröffentlichung: 15. Mai 2024       |
| 2024             | 3rd Year Anniversary Live at Zozo Marine Stadium -Day2-           | JP8 (6 Wo.)JP | Erstveröffentlichung: 15. Mai 2024       |

### Auszeichnungen für Musikverkäufe
Anmerkung: Auszeichnungen in Ländern aus den Charttabellen bzw. Chartboxen sind in ebendiesen zu finden.
| Land/RegionAuszeichnungen für Musikverkäufe (Land/Region, Auszeichnungen, Verkäufe, Quellen) | Silber     | Gold       | Platin       | Diamant     | Verkäufe   | Quellen            |
| -------------------------------------------------------------------------------------------- | ---------- | ---------- | ------------ | ----------- | ---------- | ------------------ |
| Japan (RIAJ)                                                                                 | 3× Silber3 | 15× Gold15 | 39× Platin39 | 3× Diamant3 | 13.700.000 | riaj.or.jp JP2 JP3 |
| Insgesamt                                                                                    | 3× Silber3 | 15× Gold15 | 39× Platin39 | 3× Diamant3 |            |                    |

## Filmografie

### Dorama-Serien
- Wer hat Daigoro Tokuyama ermordet? (Tokuyama Daigorō o Dare ga Koroshitaka? 徳山大五郎を誰が殺したか?) (2016)[8]

## Kritik
Die Gruppe trat anlässlich eines Halloween-Konzerts am 22. Oktober 2016 in Yokohama in Nazi-ähnlichen Kostümen auf. Nach Kritik dazu in den sozialen Medien und auch aus Fankreisen hat sich das Management der Band dafür entschuldigt.